# Ducado de Sussex
Ducado de Sussex es un título nobiliario usado en la Casa Real Británica. Fue conferido por primera vez el 24 de noviembre de 1801 al príncipe Augusto Federico, sexto hijo del rey Jorge III del Reino Unido y de su esposa, la reina Carlota. También fue nombrado conde de Inverness y barón Arklow en el mismo acto, títulos asimismo pertenecientes a la nobleza británica. 
El actual titular, tras su segunda creación por decreto de la reina Isabel II del Reino Unido, es su nieto el príncipe Enrique, hijo del actual rey Carlos III del Reino Unido y de Diana, princesa de Gales, a quien le fue conferido el día de su boda con Meghan Markle,actual duquesa de Sussex.

## Historia
Un título asociado con Sussex apareció por primera vez con el Reino de Sussex, un reino anglosajón, que fue anexado por el Reino de Wessex hacia el año 827, y de ahí pasó a formar parte del Reino de Inglaterra. En los escritos los monarcas de Sussex fueron referidos como Duques.

## Duque de Sussex (primera creación)
Fue conferido el 24 de noviembre de 1801 al príncipe Augusto Federico, sexto hijo del rey Jorge III del Reino Unido y de su esposa, la reina Carlota. Augusto Federico contrajo matrimonio con lady Augusta Murray en la iglesia de San Jorge, Hanover Square, Westminster, en 1793 y posteriormente con lady Cecilia Gore en Great Cumberland Place, Londres, el 2 de mayo de 1831. Ambos matrimonios contravinieron la Ley de Matrimonios Reales de 1772, lo cual comportaba que todos los hijos de ambas cónyuges serían ilegitimados. Al no estar legitimada tampoco su segunda esposa, lady Cecilia no podía ser recibida en la Corte. Fue creada finalmente, el 30 de marzo de 1840, duquesa de Inverness en su propio derecho, por la reina Victoria del Reino Unido, sobrina del duque de Sussex. Como Augusto Federico no tuvo descendencia legítima, sus títulos se extinguieron tras su muerte, acaecida en 1843.

## Duque de Sussex (segunda creación)
En su segunda creación, el título fue otorgado por la reina Isabel II del Reino Unido a su nieto el  príncipe Enrique, hijo del entonces príncipe de Gales, el 19 de mayo de 2018, fecha de su matrimonio con la exactriz Meghan Markle.
En el mismo acto fue nombrado conde de Dumbarton y barón Kilkeel, títulos también pertenecientes a la nobleza británica.

## Duques de Sussex
- Príncipe Augusto Federico, I duque de Sussex (1773-1843).
- Príncipe Enrique, II duque de Sussex (1984).

## Línea de Sucesión
- Príncipe Enrique (n. 1984) 
  - (1) Príncipe Archie de Sussex